# Fridingen an der Donau
Fridingen là một thị xã thuộc huyện Tuttlingen, trong bang Baden-Württemberg, nước Đức. Thị xã này nằm bên sông Danube, 10 km về phía đông Tuttlingen, và 23 km về phía tây Sigmaringen.